# 拉林科纳达 (秘鲁)
拉林科纳达（西班牙語：La Rinconada）是位于秘鲁安第斯山脉附近的一个金矿小镇。因海拔高达5,100米，因而成为世界上海拔高度最高的城镇。自2001年至2009年间，国家地理通过一系列的研究采访，根据人口数量的变化推测该地从一个小型淘金者营地升级成为一个约有30,000人的城镇，因为在此期间金价上涨了235%，儘管这一数字在2007年的人口普查以及2017年的人口普查中並沒有反映出來。

## 市名
拉林科纳达（西班牙語：La Rinconada）在西班牙語中解作角落。

## 地理位置
拉林科纳达是普诺大区聖安東尼奧德普蒂納省阿納內阿區的一個小鎮，海拔高度達5,100米，是世界上最高的固定定居地。

## 氣候
拉林科纳达位於安地斯山脈，屬於高山苔原气候（根據柯本气候分类法），全年月平均溫度均低於10 °C（50 °F） ，使植被無法生長。市鎮海拔高度遠高於林木線，位於海拔5,100米以上，另一個與這拉林科纳达類似的城鎮是海拔高度4,500多米的那曲镇。由於市鎮海拔高度在5,000米，使它的氣候像格陵蘭西岸遠多於赤道14°地區。這裡夏季降水較多，冬季較乾燥，日夜溫差大，經常降雪。拉林科纳达的年平均氣溫是1.3 °C（34.3 °F），年均降雨量是707 mm（27.8英寸）。
| 拉林科納達             | 拉林科納達  | 拉林科納達  | 拉林科納達  | 拉林科納達  | 拉林科納達  | 拉林科納達   | 拉林科納達   | 拉林科納達   | 拉林科納達  | 拉林科納達  | 拉林科納達  | 拉林科納達  | 拉林科納達  |
| 月份                   | 1月         | 2月         | 3月         | 4月         | 5月         | 6月          | 7月          | 8月          | 9月         | 10月        | 11月        | 12月        | 全年        |
| ---------------------- | ----------- | ----------- | ----------- | ----------- | ----------- | ------------ | ------------ | ------------ | ----------- | ----------- | ----------- | ----------- | ----------- |
| 平均高温 °C（°F）      | 8.3 (46.9)  | 7.7 (45.9)  | 8.0 (46.4)  | 8.6 (47.5)  | 8.5 (47.3)  | 8.2 (46.8)   | 8.2 (46.8)   | 9.6 (49.3)   | 9.6 (49.3)  | 11.0 (51.8) | 10.3 (50.5) | 8.7 (47.7)  | 8.9 (48.0)  |
| 日均气温 °C（°F）      | 2.6 (36.7)  | 2.5 (36.5)  | 2.4 (36.3)  | 1.7 (35.1)  | 0.5 (32.9)  | −1.7 (28.9)  | −1.5 (29.3)  | −0.4 (31.3)  | 1.3 (34.3)  | 2.5 (36.5)  | 2.4 (36.3)  | 2.7 (36.9)  | 1.3 (34.3)  |
| 平均低温 °C（°F）      | −3.1 (26.4) | −2.6 (27.3) | −3.2 (26.2) | −5.1 (22.8) | −7.5 (18.5) | −11.6 (11.1) | −11.2 (11.8) | −10.3 (13.5) | −7.0 (19.4) | −5.9 (21.4) | −5.5 (22.1) | −3.3 (26.1) | −6.4 (20.6) |
| 平均降水量 mm（）      | 135 (5.3)   | 113 (4.4)   | 106 (4.2)   | 50 (2.0)    | 19 (0.7)    | 7 (0.3)      | 6 (0.2)      | 15 (0.6)     | 34 (1.3)    | 51 (2.0)    | 67 (2.6)    | 104 (4.1)   | 707 (27.7)  |
| 来源：Climate-data.org |             |             |             |             |             |              |              |              |             |             |             |             |             |

## 人口
根據国家地理的報導，金價在2001至2009年間上漲235%，使拉林科納達人口迅速增長，在2009年多達30,000人在這居住。然後這數字可能高估了，2007年的秘魯人口普查中，整個阿納內阿區人口才20,572人（16,907人為城市人口），而2017年人口普查為12,615人（11,307人為城市人口）。相比1981年，這區人口才2,707人。

## 經濟
拉林科納達的主要經濟活動是附近的金礦，主要是手工采矿。
許多礦工都是替阿納內阿集團工作（Corporación Ananea），在cachorreo制度下，他們有30天是無償工作，第31天則是替自己工作，這天他們能帶走自己肩膀扛的下的礦石。女性禁止在礦場內工作，而在礦場外周邊工作的女性會收集丟棄的石塊，希望從中發現有價值的東西。
位於胡利亞卡的印加曼科加帕克国际机场離這裡最接近的商用機場。
拉林科納達的居民教育水平甚低，這裡沒有警察，沒有法律管治，被稱為「無法之城」。

## 環境和健康問題
城鎮缺乏管路系統和卫生设施，由於缺乏政府服務，塑膠污染和其它垃圾十分普遍。由於位於高山上，在這裡缺氧是一項嚴重的健康問題，研究人員估計約25%居民受到缺氧困擾。此外由於採礦活動，水銀污染亦十分嚴重。